# 핀란드 국무섭정

핀란드의 국무섭정기

핀란드 국무섭정(핀란드어: Suomen valtionhoitaja 수오멘 발티온호이타야[*])은 1918년에서 1919년 사이 핀란드 왕국의 국가원수다.
핀란드 내전에서 백핀란드가 승리한 뒤, 독일의 압력으로 핀란드는 왕국이 되기로 했기 때문에 왕을 모셔오기 전까지 임시 국가원수로서 섭정직이 설치되었다. 의회는 당시 원로원장 페르 에빈드 스빈후부드를 국무섭정으로 선출했다. 스빈후부드의 국가 지도부는 1918년 가을 독일 황제 빌헬름 2세의 매제 프리드리히 카를 폰 헤센 공자를 왕으로 모셔오기로 결정했다. 하지만 독일이 서부전선에서 패망하면서 없던 일이 되었고, 스빈후부드를 비롯한 군주주의자들의 계획 전체가 어그러졌다. 협상국은 신생 독립국 핀란드에 친독 성향 지도부의 교체를 요구했다. 동년 12월 스빈후부드가 국무섭정에서 사임하고 의회는 칼 구스타브 에밀 만네르헤임 남작을 차기 국무섭정으로 지명했다.
이듬해 여름, 만네르헤임 남작은 초대 대통령 선거에 출마했으나 진보적 헌법학자 카를로 유호 스톨베리에게 143:50으로 패배했다.
| 성명 | 성명                                   | 임기                             | 정당 | 정당          |
| ---- | -------------------------------------- | -------------------------------- | ---- | ------------- |
|      | 페르 에빈드 스빈후부드 아프 크발스타드 | 1918년 5월 27일-1918년 12월 12일 |      | 청년 핀란드당 |
|      | 칼 구스타프 에밀 만네르헤임 남작       | 1918년 12월 12일-1919년 7월 25일 |      | 무소속        |